# Nordøst-Passagen - en skildring af Vitus Bering liv og rejser
Nordøst-Passagen - en skildring af Vitus Bering liv og rejser er en dansk dokumentarfilm instrueret af Tørk Haxthausen efter eget manuskript.
Filmens producent er Statens Filmcentral, der lod Minerva Film producere filmen i samarbejde med Tsentrnautjfilm, Moskva.

## Handling
Vitus Bering (1681-1741) var dansk søfarer i russisk tjeneste. Af Peter den Store blev han sendt af sted, angiveligt for at finde ud af, om Asien var landfast med Amerika. Han sejlede igennem strædet, der senere blev opkaldt efter ham, men så ikke land på sin første ekspedition. Hans rapportering tilbage blev heller ikke taget synderligt alvorligt. Ved den anden ekspedition nåede han Alaska, men vendte om på grund af sygdom og omkom på en ukendt ø. Filmen fortæller denne eventyrlige ekspeditionshistorie ved at tage samme tur til vands, til lands og i luften.